# Frauenaufstand von Carrara
Der Frauenaufstand von Carrara gegen die Räumung des gesamten Ortsgebiets während des Zweiten Weltkriegs begann am 7. Juli 1944, als der Ortskommandant Oberleutnant Többens dies verfügte. Die deutsche Besatzung wollte mit dieser Maßnahme den Kampf der Partisanen schwächen bzw. niederschlagen. Dieser massenhafte Frauenaufstand bewirkte, dass der Räumungsbefehl am 11. Juli 1944 aufgehoben wurde.
Dass die Frauen mit ihrem Aufstand die geplante Evakuierung Carraras durch die deutsche Besatzungsmacht verhindert hatten, ermöglichte ein weiteres Durchhalten des italienischen Widerstands bis zur endgültigen Befreiung im April 1945.

## Voraussetzungen
In der Arbeiterbewegung Carraras waren seinerzeit sozialistische und insbesondere anarchistische Vorstellungen sehr stark verankert. Dieses Selbstbewusstsein und ihre Kampferfahrungen aus den Streiks gegen die Steinbruchbesitzer im frühen 20. Jahrhundert führte bei den Steinbruchsarbeitern zu einem ausgeprägten Selbstbewusstsein und zur Entwicklung von spontanen und individuellen Politik- und Widerstandsformen. Die meisten Frauen Carraras waren durch ihre familiäre Herkunft antikapitalistisch und antifaschistisch geprägt.
Bedeutsam war auch, dass ohne Rückhalt und Unterstützung durch die Zivilbevölkerung, insbesondere der Frauen, beispielsweise in Form der Lieferung von Lebensmitteln und Bekleidung oder einer Informationsübermittlung an Partisanen, der bewaffnete Widerstand kaum aufrechtzuerhalten gewesen wäre.

## Frauenwiderstandsorganisationen
Im Rahmen der Resistenza gegen die deutsche Besetzung waren Frauen in den Gruppi di difesa della donna (Frauen-Verteidigungsgruppen) organisiert. Diese Gruppen hatten die Aufgabe politische und strategische Informationen an Partisaneneinheiten weiterzuleiten und die Verbindungen untereinander aufrechtzuerhalten. Auch betrieben sie Sabotageaktionen, verfassten Aufrufe gegen die faschistische Italienische Sozialrepublik (RSI) und versetzten oder übermalten Straßenschilder zur Irreführung der deutschen Truppen. Üblicherweise waren diese Frauen unbewaffnet und traten nicht direkt in Aktion gegen die Besatzung.

## Militärisches Konzept
Am 7. Juli 1944 verfügte der Ortskommandant von Carrara, Oberleutnant Többens, die Evakuierung des gesamten Stadtgebiets mit etwa 100.000 Menschen. In Carrara lebten damals weitere Tausende Vertriebene aus Nachbargebieten. Die Evakuierung der Stadt, die zwei Tagen nach Bekanntgabe stattfinden sollte, war lediglich ein Teil eines Gesamtkonzepts. In der Stadt selbst sollten lediglich Personen und deren engste Familienangehörige verbleiben, die für die Organisation Todt oder für das deutsche bzw. das italienische Militär arbeiteten oder im öffentlichen Dienst standen. Das Ziel war eine von Menschen verlassene Stadt zu hinterlassen, die dem Militär keine Verwaltungs- oder Ordnungsprobleme mehr bereitet würde, und vor allem sollte die Partisanenbewegung gestoppt werden, die allerdings noch schwach war. Das Militär sah die Gefahr, dass die Partisanen über die Apuanischen Alpen nach Carrara eindringen könnten.
Die gesamte Küstenregion zwischen La Spezia und Marina di Massa sollte weiterhin unter deutscher Kontrolle bleiben, um ggf. alliierte Landungen abzuweisen. Damit die deutschen Verbände ungehindert zur Verteidigung des westlichen Abschnittes der Gotenstellung operieren konnten, war geplant 200.000 Menschen aus dem gesamten Operationsgebiet um Carrara in die untere Po-Ebene umzusiedeln.

## Frauenwiderstand
Von dem Räumungsbefehl der Stadt Carrara hatten die Frauengruppen bereits vorher vom Nationalen Befreiungskomitee erfahren und waren am Morgen von Haus zu Haus gegangen und hatten die Frauen aufgefordert vor der deutschen Ortskommandantur zu demonstrieren. Die Frauen, die sich dem Vorhaben anschlossen, wurden in Gruppen aufgeteilt und versammelten sich auf der Piazza delle Erbe vor dem Rathaus, in dem der Ortskommandant residierte. Vor diesem Gebäude angekommen, erhoben mehrere Hunderte Frauen Sprechchöre gegen den Räumungsbefehl. Einige der protestierenden Frauen wurden verhaftet und zudem versuchte das deutsche Militär, den Platz mit Gewalt zu räumen. Doch dies schüchterte die protestierenden Frauen nicht ein, sodass eine Abordnung der Frauen vorgelassen wurde, die die Zusage erhielt, dass der Räumungsbefehl widerrufen werde. Am nächsten Morgen wurde der Räumungsbefehl wieder plakatiert und Soldaten, die nun an Straßenecken mit Maschinengewehren positioniert waren, sollten den Frauenwiderstand brechen. Mit einem Massenauflauf blockierten nun die Frauen die Straßen Carraras stundenlang. Daraufhin hob der Ortskommandant Többens am 11. Juli 1944 den Räumungsbefehl auf.

## Nachwirken
Die Straße Via Garibaldi in Carrara wurde im Gedenken an den Frauenaufstand in Via VII Luglio umbenannt. An der Piazza delle Erbe befindet sich eine marmorne Gedenktafel und am Rathaus eine Ehrentafel für den Widerstand. 1974 ist ein Monument mit einem Bildwerk aus Carrara-Marmor zur Ehrung der Frauen im Zentrum der Stadt errichtet worden.

## Weiterer Frauenwiderstand
Widerstand von italienischen Frauen gegen die deutsche Besetzung gab es auch in Bologna in der Villa Spada, Nonantola, Venedig und Castelnuovo Monti.